# Церква Різдва Пресвятої Богородиці (Жовква)
Церква Різдва Пресвятої Богородиці — дерев'яна сакральна споруда в північно-західній частині міста Жовкви Львівської області. Внесена до реєстру пам'яток архітектури національного значення під охоронним номером 395.

## Опис
Храм зведено за канонами народної архітектури галицької школи. Це дерев'яна тризрубна одноверха церква, розмірами 15,7 м на 6,4 м. Складається з нави у вигляді квадратного центрального зрубу, до якого із західного боку прилягає квадратний зруб бабинця, а зі східного гранований п'ятистінний зруб вівтарної частини храму. Центральний зруб по розмірах і висоті значно перевищує бічні. З південного боку нави є бічний вхід до храму. Центральний об'єм церкви накрито шоломоподібною банею, яка стоїть на масивному восьмерику. Верх бані завершують ліхтар з маківкою. Бабинець накрито двосхилим дахом, а вівтар — п'ятисхилим. По всьому периметру храм оточено широким піддашшям. Хори розташовуються в центральному зрубі, відділені від бабинця вирізом у вигляді арки. В інтер'єрах розташовується різьблений бароковий іконостас.

## Історія

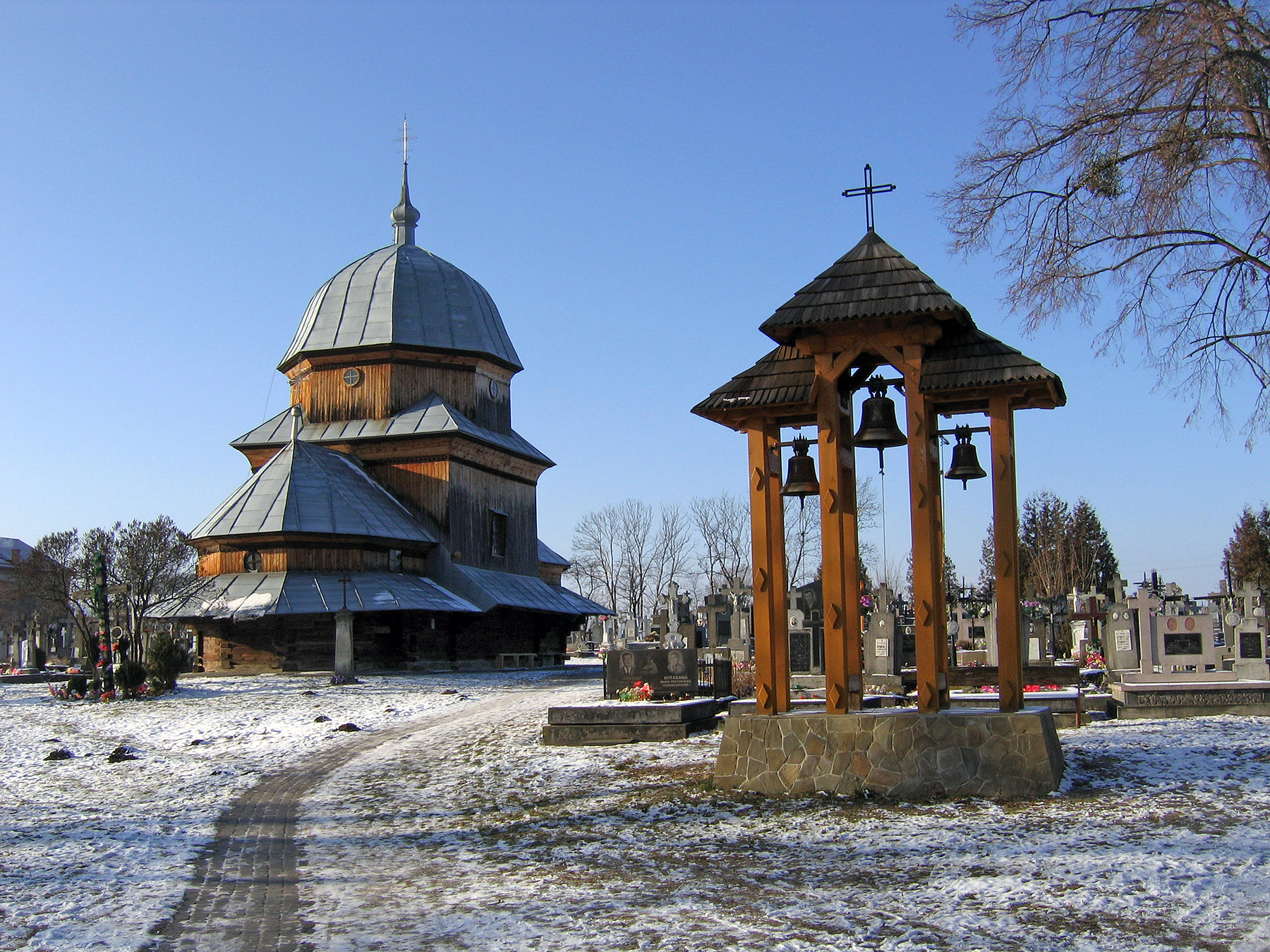
Церква і дзвіниця

Храм було побудовано у 1705 році на місці старої дерев'яної церкви у Винниках, передмісті Жовкви. Церкву було зведено з ініціативи пароха Йосифа Кирницького за підтримки місцевих парафіян. Будівельні роботи виконав тесля Кунаш, про що свідчить напис на хорах. У 1708—1710 роках в храмі з'явився бароковий іконостас з іконами жовківської школи живопису, над яким працювала майстерня Івана Рутковича. Опікувались церквою отці-василіани з Жовкви. В радянські часи храм було закрито. У 1993—1994 роках церкву було відновлено на кошти Жовківського василіанського монастиря. Протягом 1995—1996 років було відреставровано іконостас. Сьогодні храмом користується місцева громада УГКЦ.

## Дзвіниця
У 1715 році поруч з церквою було зведено двоярусну дерев'яну дзвіницю, яка простояла до 1990-х років. Під час відновлення церкви дзвіницю замінили на нову з трьома дзвонами. Споруду було збудовано у вигляді дерев'яних стовпів, які стоять на мурованому постаменті. Дзвіницю накривають невеликі пірамідальні ґонтові дашки.